# Élan (canção)
"Élan" é o vigésimo segundo single da banda finlandesa de metal sinfônico Nightwish, que foi lançado como parte do álbum Endless Forms Most Beautiful em 13 de fevereiro de 2015 pela Nuclear Blast. Este foi o primeiro trabalho inédito do Nightwish com a vocalista Floor Jansen e o multi-instrumentista Troy Donockley (como membro oficial), além do baterista Kai Hahto, substituto temporário de Jukka Nevalainen.
A canção foi anunciada através do website oficial da banda em 8 de dezembro de 2014, e segundo o tecladista Tuomas Holopainen, é uma "maravilhosa amostra do álbum, que dará um pequeno gosto, mas revelará muito pouco da atual grande jornada que está por vir".
O single ainda conta com a canção "Sagan", homenagem ao cientista Carl Sagan, que não foi incluída no álbum. Tuomas afirmou que a banda queria incluir a música na lista de faixas final do álbum, mas isso excederia o limite de 80 minutos de um CD convencional, então eles deixaram-na de fora.

## Conceito e composição
Segundo Tuomas, o ponto de partida para escrever a canção foi uma citação de Walt Whitman (descrito por ele como "meu herói Tio Walt"): "Ah, enquanto eu vivo para ser o dono da vida, não um escravo, para encontrar a vida como uma poderosa conquistadora, e nada externo a mim jamais me controlará". Ele comentou: "O tema por baixo da canção é nada menos que o significado da vida, que pode ser algo diferente para todos nós. É importante se render à 'queda livre' ocasional e não temer o caminho menos percorrido".
Perguntado sobre o significado da palavra "élan", o baixista e vocalista Marco Hietala disse ter ouvido de Tuomas que "é uma metáfora para essa fome e sede pela vida, pelo aqui e agora e o 'vá e consiga'."

## Vazamento e reações
Vários dias antes do lançamento oficial do single, "Élan" vazou na Internet. Na ocasião, a página oficial da banda no Facebook publicou um print-screen de um usuário mexicano da rede social no qual ele supostamente compartilhava um link com o arquivo vazado da canção. O post da banda dizia "Gente, desse jeito não, por favor". Os fãs reagiram de maneiras diversas ao post; uns criticaram a banda, dizendo que ela estava expondo o usuário, enquanto outros defenderam o grupo e compreenderam sua revolta. Algumas horas depois, a banda publicou um comunicado na página do Facebook:
| “ | Nossa intenção não era necessariamente atacar uma pessoa em especial, mas alertar que espalhar propriedade não-lançada por meio da Internet não é algo que qualquer artista gostaria de ver acontecer. Isso é a nossa propriedade musical e o abuso da mesma, nós não somos anônimos, também. Esse tipo de coisa causa danos irreparáveis a incontáveis pessoas trabalhando na indústria musical no mundo todo. Não apenas para a banda. | ” |

O usuário responsável por divulgar o vazamento mudou seu nome no Facebook e publicou uma mensagem dizendo que tem sido ofendido por várias pessoas e que o Nightwish deverá ser responsabilizado por qualquer coisa que acontecer com ele.
No dia seguinte, Tuomas Holopainen e a banda lançaram mais um comunicado:
| “ | Os posts apaixonados na página da banda no Facebook (que foram feitos no calor do momento) foram sem dúvidas uma reação honesta [...]. Sugerir que a banda ou a gravadora fariam isso de propósito é muito "teoria da conspiração" e simplesmente não é verdade. [...] Isso é uma questão delicada, que parece ser difícil de abordar de um jeito certo. Nós seriamente esperamos que todos se acalmem agora. Há uma lição a ser aprendida por todos os lados [da questão] aqui. | ” |

No dia que o single foi lançado oficialmente, Tuomas disse à Metal Hammer que ele "teria feito algumas coisas diferentemente" sobre o caso, mas ainda lamentou o vazamento precoce da canção. Em uma entrevista posterior, quando perguntada se ela vê vazamentos como algo comum nos dias de hoje, Floor Jansen afirmou: "Não, absolutamente". Ela também comentou:
| “ | É uma atividade criminosa e ela destrói uma campanha muito bem pensada, a antecipação que muitos fãs estão tendo, e aí ele sai muito cedo, em má qualidade, e com nada além de energia negativa à sua volta. Não há nada bom nisso, e não é algo que deveria ser normal, ou algo que deveria ser considerado normal. [...] Eu fiquei muito, muito furiosa, e mais ainda quando as pessoas começaram a me perguntar por que eu estava tão brava já que é algo que sempre acontece, e que eu deveria ficar feliz que 'só' aconteceu uma semana antes do lançamento planejado do single, e que não foi o álbum inteiro. Feliz? Sério? Eu não consigo ver isso dessa maneira. | ” |

## Faixas
| N.º            | Título                      | Compositor(es)    | Duração |  |
| 1.             | "Élan"                      | Tuomas Holopainen | 4:44    |  |
| 2.             | "Sagan"                     | Holopainen        | 4:44    |  |
| 3.             | "Élan" (versão alternativa) | Holopainen        | 4:26    |  |
| 4.             | "Élan" (versão editada)     | Holopainen        | 4:05    |  |
| Duração total: | Duração total:              | Duração total:    | 17:59   |  |

## Desempenho nas paradas
| País      | Parada (2015)           | Melhor posição |
| --------- | ----------------------- | -------------- |
| Alemanha  | Media Control Charts    | 33             |
| Áustria   | Ö3 Austria Top 40       | 53             |
| Finlândia | Suomen virallinen lista | 3              |
| França    | SNEP                    | 200            |
| Suíça     | Schweizer Hitparade     | 33             |

## Créditos
A seguir estão listados os músicos e técnicos envolvidos na produção do single "Élan":

### A banda
- Tuomas Holopainen – teclado
- Emppu Vuorinen – guitarra
- Marco Hietala – baixo, vocais
- Troy Donockley – gaita irlandesa, tin whistle, vocais
- Floor Jansen – vocais

### Músicos convidados
- Kai Hahto – bateria, percussão